# 27 volte in bianco
27 volte in bianco (27 Dresses) è un film commedia romantica diretto da Anne Fletcher e scritto dalla sceneggiatrice de Il diavolo veste Prada, Aline Brosh McKenna, che ha per protagonista l'attrice Katherine Heigl.

## Trama
Jane Nichols (Katherine Heigl) è una ragazza altruista che nella sua vita ha partecipato a ben 27 matrimoni, ma non nei panni della sposa bensì in quelli della damigella. Cresciuta quindi con il mito del matrimonio, conserva tutti i suoi bizzarri abiti da damigella in un armadio. La situazione si complica quando la sorella Tess (Malin Åkerman), chiederà a Jane di essere la damigella alle sue nozze, che tra l'altro si celebreranno con l'uomo di cui Jane è segretamente innamorata, George (Edward Burns), il suo capo.
Essendo cresciuta senza madre Jane ha inoltre imparato a prendersi cura di tutti, dalla sorella al padre, al punto che il suo altruismo e la sua storia di eterna damigella attirano la curiosità del giornalista Kevin Doyle (James Marsden), che vede nella sua storia un buon articolo per fare carriera. Con la scusa di voler scrivere un articolo sul matrimonio di Tess e George, Kevin inizia a frequentare Jane per sapere tutto sui matrimoni a cui ha partecipato e sul significato che questi hanno per lei.
I due la pensano in modo molto diverso: mentre Jane vede il matrimonio come il coronamento di un sogno d'amore, Kevin lo ritiene l'ultima schiavitù legale rimasta. Un tempo, infatti, anch'egli credeva nel matrimonio, ma ha cambiato parere dopo che la moglie lo ha lasciato per il suo migliore amico. Nonostante le divergenze ed i continui litigi, tra l'eterna damigella ed il cinico giornalista nasce un tenero sentimento. Una notte di pioggia, dopo essersi rifugiati in un pub, i due si ubriacano e si mettono a cantare sul bancone del bar per finire l'uno nelle braccia dell'altra. Il mattino dopo Jane legge l'articolo che Kevin ha scritto su di lei, con tanto di foto nei suoi 27 abiti da damigella. Ferita dal suo comportamento, la ragazza se ne va sconvolta. A peggiorare la situazione è la scoperta che Tess ha completamente rifatto l'abito da sposa della madre, con cui Jane sognava di sposarsi, distruggendolo senza speranza. Jane, esasperata dall'egoismo di sua sorella e dalla mancanza di sincerità verso il futuro sposo, la sera stessa mostra ad una cena di famiglia delle foto che svelano il vero carattere di Tess. George, deluso, decide di annullare le nozze, ma questo non aiuta Jane a sentirsi meglio. Nonostante Kevin cerchi di consolarla e le offra le sue scuse per l'articolo, lei lo respinge.
Le due sorelle alla fine fanno pace e Tess le dice che non deve sempre prendersi cura degli altri ma cominciare a pensare un po' a se stessa. Jane comincia a mettere via tutti i suoi 27 vestiti e confessa a George i suoi sentimenti. Il suo capo, commosso, la bacia, ma nessuno dei due prova l'emozione sperata e così Jane capisce che l'uomo di cui è veramente innamorata è Kevin. Dopo essersi licenziata, raggiunge di corsa Kevin e trova il coraggio di dirgli che litigare con lui è la cosa più bella che le potesse capitare. Un anno dopo i due si sposano con una romantica cerimonia sulla spiaggia. Lì George reincontra Tess, che per la prima volta si mostra sincera con lui. Dai loro sguardi si intuisce una possibilità di tornare insieme. Jane arriva all'altare accompagnata dalle sue 27 amiche, ognuna con indosso i suoi vestiti da damigella.

## Colonna sonora
La colonna sonora è composta dai seguenti brani:
| - "Laleh" – Elton Ahi - "Don't Stop 'Til You Get Enough" – Michael Jackson - "Call Me Irresponsible" – Michael Bublé - "Cow" – Gene Loves Jezebel - "Sun Rise Light Flies" – Kasabian - "Valerie" – Mark Ronson feat. Amy Winehouse - "Cherry-Coloured Funk" – Cocteau Twins - "Who knows" – Natasha Bedingfield - "Unfair" – Josh Kelley - "Hips Don't Lie" – Shakira - "Lady West" – Jamie Scott and The Town | - "The Sky Is Crying" – Albert King - "Freckle Song" – Chuck Prophet - "Anna" – Bad Company - "Bennie and the Jets" – Elton John - "Under The Influence" – James Morrison - "Happy Together" – The Turtles - "Big Bounce" – Dick Lemaine - "So Here We Are" – Bloc Party - "Love has fallen on me" – Chaka Khan - "Like a Star" – Corinne Bailey Rae |

## Distribuzione
Il film è stato distribuito negli Stati Uniti il 18 gennaio 2008, mentre in Italia, il 21 marzo dello stesso anno e poi trasmessa in TV su Canale 5, La5 e di recente su Tele A.

### Edizione italiana
La direzione del doppiaggio e i dialoghi italiani sono stati a cura di Tonino Accolla, con l'assistenza al doppiaggio di Roberta Schiavon, per conto della Technicolor Sound Services.

## Accoglienza

### Incassi
La pellicola, costata 30 milioni di dollari, ne ha incassati oltre 160 milioni in tutto il mondo.

## Curiosità
- La canzone che Jane e Kevin cantano nel bar è Bennie and the Jets di Elton John.